# Jörg Meuthen
Pour les articles homonymes, voir Meuthen.
Jörg Meuthen (en allemand : [ˈjœʁk ˈmɔʏtn̩][ˈjœʁk ˈmɔʏtn̩]), né le 29 juin 1961 à Essen en Allemagne de l'Ouest, est un économiste, homme politique allemand. Il est porte-parole fédéral d'Alternative pour l'Allemagne (AfD) entre 2015 et 2022 et député européen de 2017 à 2024.

## Biographie
Jörg Meuthen est professeur d'économie politique et de finances à l'Académie de Kehl. 
D'abord proche du Parti libéral-démocrate (FDP), il rejoint l'AfD en raison de ses positions eurosceptiques. Il incarne au sein de son parti le courant le plus favorable au libéralisme économique. Il adopte également des positions nationales-conservatrices et une rhétorique jugée xénophobe contre les migrants et les musulmans. 
Il est chef de file de l'AfD aux élections régionales de 2016 en Bade-Wurtemberg et est depuis le mois de mars 2016, député et leader parlementaire.
En 2016, il s’oppose à la reconduction d’une subvention de son Land à l’entretien de l’espace mémoriel du camp de concentration nazi du Struthof, situé dans l’Alsace voisine.
En novembre 2017, il intègre le Parlement européen à la suite de la démission de Beatrix von Storch. Réélu député européen en mai 2019, il est membre du groupe parlementaire Identité et démocratie (ID). Il apprécie peu le Front national, déplorant le « manque de compétence économique » de l’extrême droite française.
Alors qu'il soutient que « l'AfD doit être un parti bourgeois avec une raison bourgeoise et dotée d’une apparence de sérieux », il est vivement contesté en 2020 par la tendance Der Flügel du parti, dont il a fait exclure l'un des leaders en raison de son passé néonazi, au point que l'hypothèse d'une scission soit évoquée. Il lui est reproché de vouloir, sous couvert de policer l’image de l’AfD, affirmer des ambitions personnelles et obtenir la place de tête de liste et donc de candidat à la chancellerie de l’AfD pour le scrutin du Bundestag. Il est hué lors du congrès du parti en novembre 2020, puis est visé par une motion de défiance qui recueille 47 % des voix.
En juin 2022, il rejoint le Zentrum. Meuthen a démissionné du Zentrum en septembre 2023, invoquant des désaccords concernant la position du parti sur la gouvernance.